# Couvent des Augustins de Montreuil-Bellay
Le couvent des Augustins est un ancien couvent situé à Montreuil-Bellay, en France.

## Localisation
L'ancien couvent est situé dans le département français de Maine-et-Loire, sur la commune de Montreuil-Bellay.

## Description
On distingue une ancienne église (Grands Augustins), un hôtel particulier (Sestier de Champrobert), une ancienne chapelle (Saint-Thomas) et d'anciens bâtiments conventuels.

## Historique
L’église devint « Temple de la Raison » en 1789 puis transformée en chai, puis servit de garage pour la réparation d’automobiles.
Menacée de ruine, elle fut restaurée entre 1988 et 1992.
Les autres bâtiments ont été remaniés aux XIXe et XXe siècles.
L'église a été classée et les autres bâtiments inscrits au titre des monuments historiques en 1989.